# Edessena gentuisalis
Edessena gentuisalis là một loài bướm đêm trong họ Noctuidae.